# Bêta-Carotène
Le β-carotène est la forme de carotène la plus répandue. C'est un précurseur de la vitamine A désigné comme « provitamine A ».
Le bêta-carotène est un pigment photosynthétique qui absorbe les longueurs d'onde entre 400 et 500 nm.
Deux études suggèrent que les suppléments hautement dosés en β-carotène augmentent les risques et la mortalité de cancer des poumons chez les fumeurs et les personnes ayant été en contact avec l'amiante,.
Son taux sanguin semble être un marqueur du risque de mortalité.

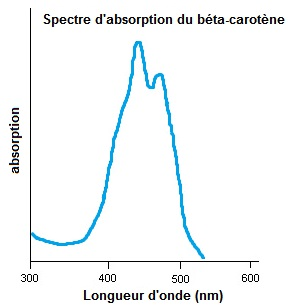
Spectre d'absorption du bêta-carotène

## Additif alimentaire
Le β-carotène est utilisé comme additif alimentaire et porte quatre numéros E :
- E160a(i) : β-carotène synthétique. Il comporte l'isomère tout-trans avec de faibles proportions d'autres caroténoïdes[9] ;
- E160a(ii) : carotènes extraits de végétaux. Ils comportent majoritairement du β-carotène avec de faibles proportions d'α, γ et δ-carotène. Ils sont extraits de végétaux comme les carottes (Daucus carota), l'huile de palme (Elaeis guineensis), ou la patate douce (Ipomoea batatas) à l'aide de solvants comme l'acétone, le méthanol, l'éthanol, le propan-2-ol, l'hexane, le dioxyde de carbone et les huiles végétales[10] ;
- E160a(iii) : obtenu par la fermentation de Blakeslea trispora. Il contient majoritairement du β-carotène trans avec des proportions variables d'isomères cis et de faibles quantités de γ-carotène. Les seuls solvants utilisés pour l'extraction sont l'éthanol, l'isopropanol, l'acétate d'éthyle et l'acétate d'isobutyle[11] ;
- E160a(iv) : carotènes extraits d'algues. Ils sont extraits de Dunaliella salina (ou D. bardawil et D. Kone). Ils contiennent des β-carotènes trans et cis avec de faibles proportions d'α-carotène et de xanthophylles[12].